# Liste von Akkordeonisten
Die Liste von Akkordeonisten führt Musiker auf, die Akkordeon solo oder als Kammermusiker spielen. Neben bekannten Akkordeonisten umfasst sie auch bekannte Instrumentalisten anderer Harmonikainstrumente (wie zum Beispiel Bajan, Bandoneon, Schwyzerörgeli oder Steirische Harmonika). Die Liste erhebt keinen Anspruch auf Vollständigkeit.
Bei Akkordeonisten ohne Blaulink sollte ein Einzelnachweis als Beleg angefügt werden.

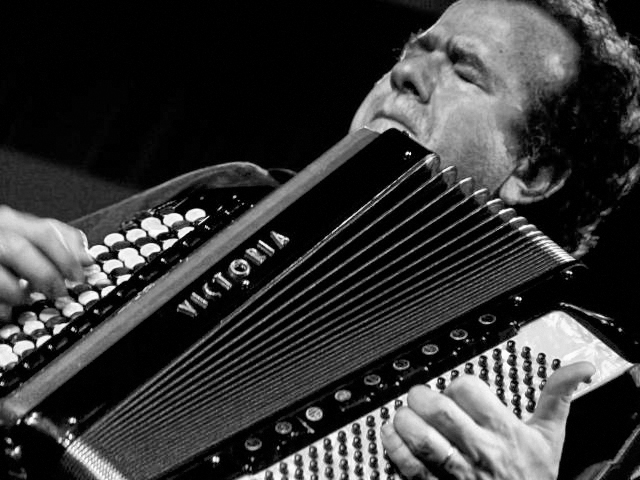
Der französische Jazz-Akkordeonist Richard Galliano, hier mit einem chromatischen Knopfakkordeon

## KlassischesAkkordeon
- Teodoro Anzellotti (* 1959)
- João Barradas (* 1992)
- Hans Boll (1923–2016)
- Claudia Buder (* 1969)
- Viviane Chassot (* 1979)[1]
- James Crabb (* 1967)
- Annegret Cratz (* 1957)
- Wolfgang Dimetrik (* 1974)
- Alexander Dmitriev (* 1951)
- Geir Draugsvoll (* 1967)
- Mogens Ellegaard (1936–1996)
- Maciej Frąckiewicz (* 1988)
- Frank Grischek (* 1971)
- Frode Haltli (* 1975)
- Ivan Hajek (* 1962)
- Sven Hermann (* 1974)
- Stefan Hippe (* 1966)
- Alexander Hrustevich (* 1983)
- Stefan Hussong (* 1962)
- Helmut C. Jacobs (* 1957)
- Claudio Jacomucci (* 1974)
- Efim Jourist (1947–2007)
- Marko Kassl (* 1976)
- Margit Kern (* 1967)
- Ivan Koval (* 1949)
- Juri Kravets (1957–2012)
- Veli Kujala (* 1976)
- Martynas Levickis (* 1990)
- Friedrich Lips (* 1948)
- Vincent Lhermet (* 1987)
- Joseph Macerollo (* 1944)
- Hans Maier (* 1977)
- Matthias Matzke (* 1993)[2]
- Mie Miki (* 1956)
- Stefanie Mirwald (* 1988)
- Bjarke Mogensen (* 1985)
- Elsbeth Moser (* 1949)
- Horst Müller (1921–1981)
- Borys Myronchuk (* 1973)
- Hugo Noth (* 1943)
- Pauline Oliveros (1932–2016)
- Joseph Petric (* 1952)
- Kurt Peukert (* 1922)
- Matti Rantanen (* 1952)
- Maria Reiter (* 1968)
- Ernst Rentner (* 1930)
- Viktor Romanko (* 1953)
- Paul Schuberth (* 1994)
- Stefanie Schumacher (* 1976)
- John Serry senior (1915–2003)
- Alexander Sevastian (1976–2018)[3]
- Oleg Sharov (* 1946)
- Ksenija Sidorova (* 1988)
- Marius Staible (* 1997)
- Jakob Steinkellner (* 1995)
- Raimondas Sviackevičius
- Philippe Thuriot (* 1968)
- Mika Väyrynen (* 1967)
- Simone Zanchini (* 1973)
- Tizia Zimmermann (* 1995)
- Eva Zöllner (* 1978)

Ensembles:
- Con:trust

## Jazz-Akkordeon
- Marcel Azzola (1927–2019)
- Christian Bakanic (* 1980)
- João Barradas (* 1992)
- Kamil Běhounek (1916–1983)
- Ludovic Beier (* 1978)
- Marc Berthoumieux (* 1960)
- Luciano Biondini (* 1971)
- Jacques Bolognesi (* 1947)
- Klaus Bruder (1958–1995)
- Rik Cornelissen (* 1984)
- Laurent Derache (* 1987)
- Hubert Deuringer (1924–2014)
- Daniel Mark Eberhard (* 1976)
- Gordie Fleming (1931–2002)
- Willy Fruth (1925–2014)
- Richard Galliano (* 1950)
- Hans Hassler (* 1945)
- Yvette Horner (1922–2018)
- Didier Ithursarry (* 1970)
- Andrzej Jagodziński (* 1953)
- Pete Jolly (1932–2004)
- Guy Klucevsek (1947–2025)
- Juri Kravets (1957–2012)
- Manfred Leuchter (* 1960)
- Marcel Loeffler (* 1956)
- Frank Marocco (1931–2012)
- Mat Mathews (1924–2009)
- Jean-Louis Matinier (* 1963)
- Johnny Meijer (1912–1992)
- Daniel Mille (* 1958)
- Harry Mooten (1928–1996)
- Tony Muréna (1915–1971)
- Anne Niepold (* 1982)
- Klaus Paier (* 1966)
- Vincent Peirani (* 1980)
- Cory Pesaturo
- Kimmo Pohjonen (* 1964)
- Louis Richardet (1911–1988)
- Antonello Salis (* 1950)
- Frédéric Schlick (1935–2006)
- John Serry senior (1915–2003)
- René Sopa (* 1961)
- Lionel Suarez (* 1977)
- Art Van Damme (1920–2010)
- Francis Varis (* 1957)
- Gus Viseur (1915–1974)
- Louis Vola (1902–1990)
- David Weiss (* 1992)
- Simone Zanchini (* 1973)

## Neue Improvisationsmusik
- Frode Haltli (* 1975)
- Sven-Åke Johansson (1943–2025)
- Ralf Kaupenjohann (* 1958)
- Jonas Kocher (* 1977)
- Otto Lechner (* 1964)
- Arnaud Méthivier (* 1971)
- Pauline Oliveros (1932–2016)
- Ingeborg Poffet (* 1965)
- Marius Staible (* 1997)
- Ute Völker (* 1963)
- Simone Zanchini (* 1973)
- Tizia Zimmermann (* 1995)
- Eva Zöllner (* 1978)

## Tango-Akkordeon/Bandoneon
- Henrik Albrecht (* 1969)
- Leopoldo Federico (1927–2014)
- Carmela de Feo (* 1973)
- Osvaldo Fresedo (1897–1984)
- Raúl Garello (1936–2016)
- Per Arne Glorvigen (* 1963)
- Klaus Gutjahr (* 1948)
- Bettina Hartl (* 1977)
- Lothar Hensel (* 1961)
- Carel Kraayenhof (* 1958)
- Pedro Laurenz (1902–1972)
- Pedro Maffia (1899–1967)
- Alfredo Marcucci (1929–2010)
- Rodolfo Mederos (* 1940)
- Gabriel Merlino (* 1977)
- Juan José Mosalini (1943–2022)
- Tony Muréna (1915–1971)
- Karl Oriwohl (1917–2011)
- Klaus Paier (* 1966)
- Astor Piazzolla (1921–1992)
- Osvaldo Piro (1937–2025)
- Walter Pörschmann (1903–1959)
- Helena Rüegg (* 1959)
- Dino Saluzzi (* 1935)
- Lionel Suarez (* 1977)
- Luis Stazo (1930–2016)
- Aníbal Troilo (1914–1975)

## Blues-Akkordeon/Cajun/Zydeco
- Amédé Ardoin (1898–1941)
- Bois Sec Ardoin (1915–2007)
- Chris Ardoin (* 1981)
- Anja Baldauf (* 1973)
- Boozoo Chavis (1930–2001)
- Clifton Chenier (1925–1987)
- Leadbelly (1889–1949)
- Rockin’ Sidney (1938–1998)

Ensembles:
- Cajun Roosters
- Le Clou
- Zydeco Annie & Swamp Cats[4]

## Country-Akkordeon/Tex-Mex
- Kikki Danielsson (* 1952)
- Danny Federici (1950–2008)
- David Hidalgo (* 1954)
- Flaco Jiménez (1939–2025)

## Forró
- Lucy Alves (* 1986)
- Luiz Gonzaga (1912–1989)
- Sivuca (1930–2006)

## Tanz-und Unterhaltungsmusik
- Jo Alex (1895–1973)
- Marcel Azzola (1927–2019)
- Heinz Gerlach (1910–1943)
- Will Glahé (1902–1989)
- Günther Gürsch (1919–2009)
- Kurt Illing (1923–2015)
- Johnny Meijer (1912–1992)
- Jo Ment (1923–2002)
- Heinz Munsonius (1910–1963)
- Walter Pörschmann (1903–1959)
- Jo Privat (1919–1996)
- Louis Richardet (1911–1988)
- Robby Schmitz (1925–2005)
- Émile Vacher (1883–1969)
- Albert Vossen (1910–1971)
- Dietmar Walther (1923–2017)
- Horst Wende (1919–1996)

## Volkstümliche Musik
- Slavko Avsenik (1929–2015), Original Oberkrainer
- Johnny Meijer (1912–1992)
- Franzl Lang (1930–2015)
- Carla Scheithe[5] (* 1969)
- Robby Schmitz (1925–2005)
- Henny van Voskuylen (1941–2010), Die Kirmesmusikanten
- Coby van Voskuylen-Mol (* 1944), Die Kirmesmusikanten

## Volksmusik
- Walter Alder (* 1952)
- Toni Bartl (* 1971)
- Martin Beeler (1920–2008)
- Hugo Bigi (1926–2010)
- Siegfried Binder (* 1968)
- Jacques Bolognesi (* 1947)
- Christian Boss (1926–1987)
- Toni Bürgler (1935–2022)
- Hubert Deuringer (1924–2014)
- Robert Goter (* 1976)
- Walter Grob (1928–2014)
- Peter Grossen (* 1961)
- Hermann Huber (* 1961)
- Arno Jehli (* 1950)
- Claudia Muff (* 1971)
- Martin Nauer (* 1952)
- Melissa Naschenweng (* 1990)
- Aleksander Pacek (* 1979)
- Nejc Pačnik (* 1990)
- Herbert Roth (1926–1983)
- Anton Sauprügl (* 1965)
- Franz Schmidig (1917–2008)
- Carlo Simonelli (* 1938)
- Willi Valotti (* 1949)
- André Verchuren (1920–2013)
- Walter Wild (1908–1962)

## Weltmusik/Folk/Neue Volksmusik
- Benny Andersson (* 1946)
- Lydie Auvray (* 1956)
- Christian Bakanic (* 1980)
- Raúl Barboza (* 1938)
- Bratko Bibič (* 1957)
- Renato Borghetti (* 1963)
- Albin Brun (* 1959)
- Tony Cedras (1952–2024)
- Laurent Derache (* 1987)
- Krzysztof Dobrek (* 1967)
- João Donato (1934–2023)
- Georg Espitalier (1926–2010)
- Hubert von Goisern (* 1952)
- Goran Kovačević (* 1971)
- Juri Kravets (1957–2012)
- Manfred Leuchter (* 1960)
- Bear McCreary  (* 1979)
- Herbert Pixner (* 1975)
- Anne Niepold (* 1982)
- Sharon Shannon (* 1968)
- René Sopa (* 1961)
- Jakob Steinkellner (* 1995)
- Lionel Suarez (* 1977)
- Yann Tiersen (* 1970)
- Weird Al Yankovic (* 1959)

Ensembles:
- Accordion Tribe
- Attwenger
- Danças Ocultas
- HISS
- Motion Trio